# Raiatea

Bandiera di Raiatea.

Raiatea (in tahitiano: Raʻiātea "terra dall'immenso cielo luminoso", anticamente: Raŋiātea; tradizionalmente: Havaiʻi o Havaiqi, dal protopolinesiano: Hawaiki "terra dell'abbondanza") è un'isola appartenente all'arcipelago delle Isole della Società, precisamente nel gruppo delle Isole Sottovento, nell'Oceano Pacifico. Amministrativamente è ricompresa nella Collettività d'Oltremare della Polinesia Francese e comprende i tre comuni di Uturoa, Taputapuatea e Tumaraa.

## Geografia
Quarta isola più grande della Polinesia Francese dopo Tahiti, Nuku Hiva e Hiva Oa, Raiatea si trova a 210 km a nord-ovest da Tahiti.
La più vicina delle altre Isole Sottovento è Tahaa, che sorge ad appena 4 km a nord e da cui è separata dalla Baia di Apu. Le due isole condividono la barriera corallina. Secondo una leggenda polinesiana, Tahaa e Raiatea sarebbero state divise dal colpo di coda di un'anguilla posseduta dallo spirito di una principessa.
A circa 20 km a nord-ovest sorge invece Bora Bora, la più vicina delle altre Isole Sottovento.
L'isola è in gran parte ricoperta da una foresta di palme da cocco.
Estremamente varia è la fauna sia terrestre che marina.

## Centri abitati
Uturoa è il principale centro dell'isola e ospita persino un aeroporto, di cui si serve anche la vicina isola di Tahaa. Altri centri importanti sono Tevaitoa (capoluogo del comune di Tumaraa), Avera (capoluogo del comune di Taputapuatea) e Fetuna, a sud, presso la quale, nel motu Nao Nao, ha sede un altro aeroporto.
A Raiatea, la più popolata tra le isole Sottovento, l'uomo è presente da epoche remote, come testimoniato dai molteplici marae ivi edificati dagli antichi polinesiani.

## Economia
Come gran parte delle isole polinesiane, Raiatea fonda la propria economia essenzialmente sulla pesca e sul turismo. A differenza della vicina Tahaa, però, i suoi hotel sorgono per lo più sull'isola, non disponendo Raiatea di molti motu (le sottili lingue di terra che svettano dalla barriera corallina).
Altre attività economiche importanti per l'economia locale sono la produzione della vaniglia, la coltivazione dell'ananas e del noni e la raccolta delle perle. Inoltre, grazie alle numerosissime palme da cocco, molto intensa è anche la produzione della copra.
Da alcuni anni è presente sull'isola un cantiere navale.

## Sport
A livello sportivo, Raiatea è, insieme con le vicine Bora Bora, Tahaa e Huahine, una delle quattro isole tra le quali si svolge l'Hawaiki Nui Va'a, competizione internazionale di canoe polinesiane (va'a).

## Galleria d'immagini

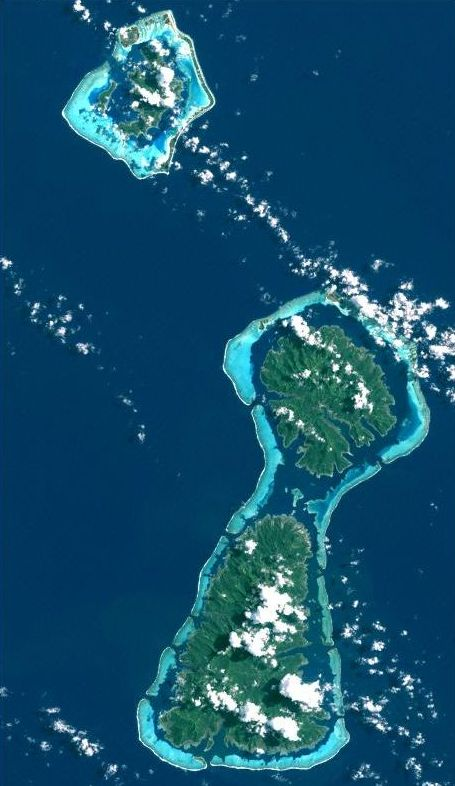
Raiatea (in basso) tra Bora Bora (in alto a sinistra) e Tahaa (in alto a destra) in una veduta satellitare.
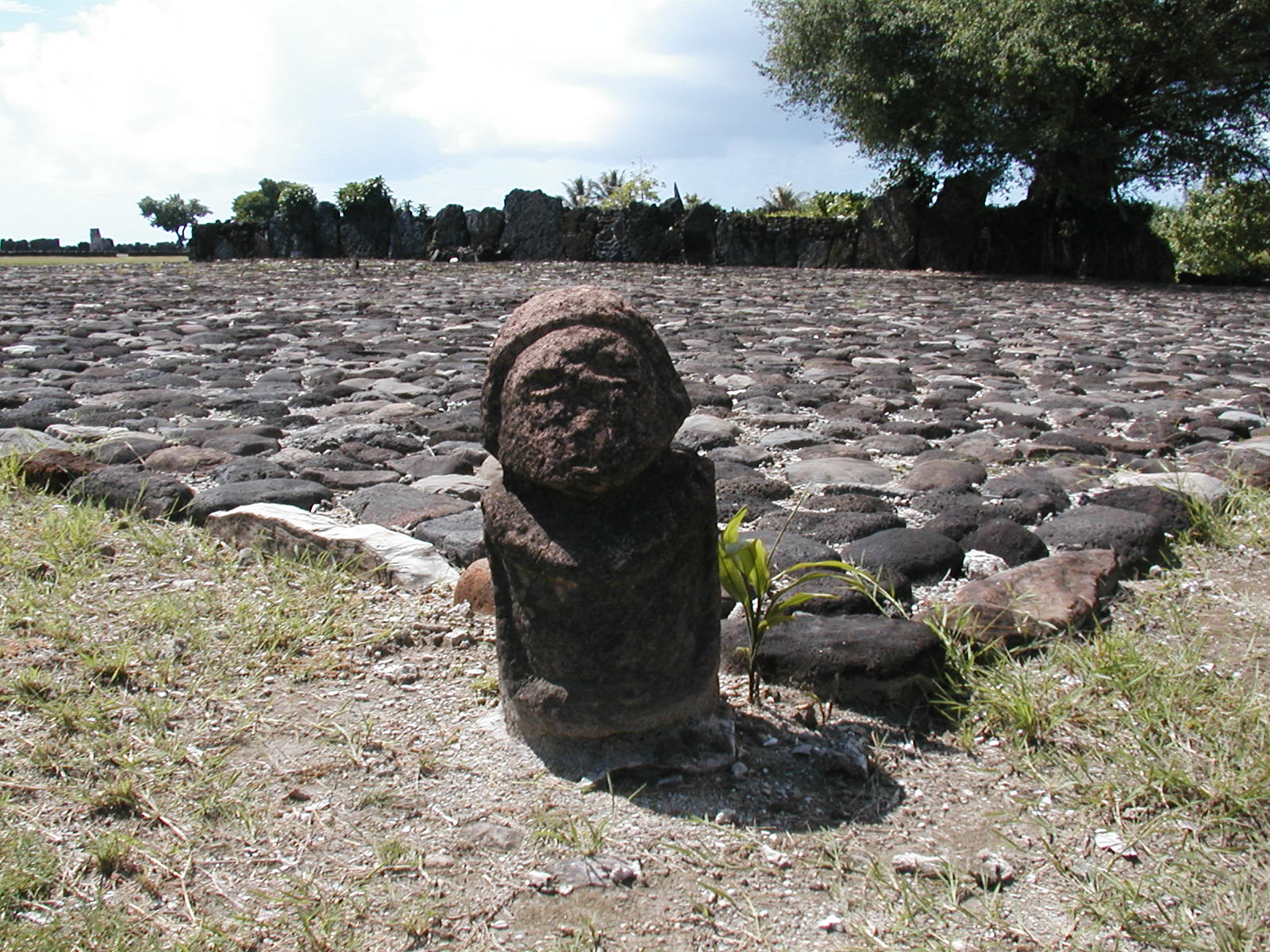
Il marae di Taputapuatea.
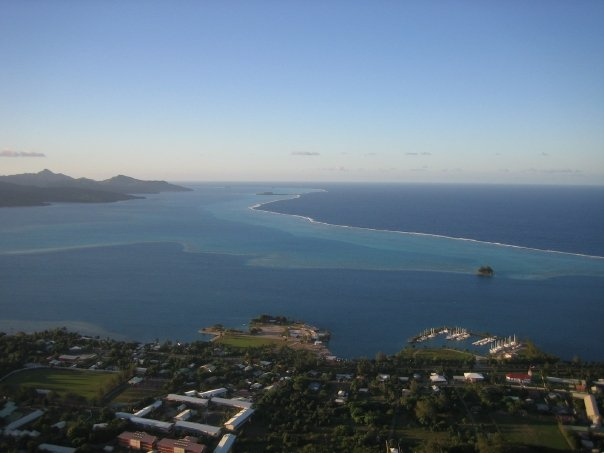
Panorama di Uturoa.